# ماكرو (علم الحاسوب)
الاستعاضة أو المُجمَلة (بالإنجليزية: Macro)‏ أو نقحرةً: الماكرو لفظ يستخدم للتعبير عن دمج عدة أوامر نمطية وكثيرة التكرار في أمر واحد بسيط يمكن استخدامه بسهولة، يعتبر الماكرو المدمج في طقم مايكروسوفت أوفيس هو الأشهر من نوعه، حيث يمكن المستخدم من تسجيل العمليات والخطوات التي يستخدمها بشكل متكرر فلا يكون في حاجة إلي القيام بها في كل مرة يحتاجها، بل يكفيه تشغيل الماكرو الذي قام بتسجيله أو برمجته، وبذلك يوفر الوقت والمجهود.

## مثال
- يمكن عمل ماكرو لحساب رواتب الموظفين في شركة، وعمل جدول تفصيلي لراتب كل موظف علي حدي دون الحاجة إلي ملئ بيانات الجدول يدويا في كل مرة.